# Bohumil Kacíř
Bohumil Kacíř (* 25. září 1952) je bývalý český hokejový obránce a útočník. Působí jako trenér mládeže.

## Hokejová kariéra
V československé lize hrál za TJ Vítkovice. V roce 1981 získal s Vítkovicemi československý mistrovský titul. Dále hrál i za Partizan Bělehrad a TJ Spišská Nová Ves.

## Klubové statistiky
| Sezona    | Klub            | Soutěž  | Základní část | Základní část | Základní část | Základní část | Základní část |
| Sezona    | Klub            | Soutěž  | Z             | G             | A             | B             | TM            |
| --------- | --------------- | ------- | ------------- | ------------- | ------------- | ------------- | ------------- |
| 1972/1973 | TJ VŽKG Ostrava | 2. liga | -             | -             | -             | -             | -             |
| 1973/1974 | TJ VŽKG Ostrava | 1. liga | -             | -             | -             | -             | -             |
| 1974/1975 | TJ VŽKG Ostrava | 1. liga | -             | -             | -             | -             | -             |
| 1975/1976 | TJ VŽKG Ostrava | 1. liga | -             | -             | -             | -             | -             |
| 1976/1977 | TJ Vítkovice    | 1. liga | -             | -             | -             | -             | -             |
| 1977/1978 | TJ Vítkovice    | 1. liga | 30            | 13            | 6             | 19            | 22            |
| 1978/1979 | TJ Vítkovice    | 1. liga | 20            | 2             | 3             | 5             | 4             |
| 1979/1980 | TJ Vítkovice    | 1. liga | 38            | 6             | 6             | 12            | 32            |
| 1980/1981 | TJ Vítkovice    | 1. liga | 40            | 8             | 10            | 18            | 24            |
| 1981/1982 | TJ Vítkovice    | 1. liga | 29            | 3             | 3             | 6             | -             |
| 1982/1983 | TJ Vítkovice    | 1. liga | -             | -             | -             | -             | -             |
| 1983/1984 | TJ Vítkovice    | 1. liga | 37            | 4             | 8             | 12            | 14            |
| 1984/1985 | TJ Vítkovice    | 1. liga | 35            | 0             | 2             | 2             | 12            |
| 1985/1986 | TJ Vítkovice    | 2. liga | 41            | 10            | 11            | 21            | -             |
| 1986/1987 | TJ Vítkovice    | 1. liga | 31            | 2             | 5             | 7             | 24            |